# Десни хегелианци
Десни хегелианци или Старохегелианци, са тези последователи на немския философ Георг Вилхелм Фридрих Хегел в ранните години на 19 век, които интерпретират неговата философия в политическа и религиозна консервативна насока. Те са в опозиция с Младохегелианците, които разбират неговата политическа философия за подкрепа на новостите в политиката или религията.
Историцизма на Хегел твърди, че идеологиите и нациите могат да бъдат разбрани само ако бъде разбрана тяхната история. През целия си живот, Хегел е бил ортодоксален член на Пруската Лутеранска Църква. Той отделя огромно внимание на Абсолюта, неговия термин за целостта на реалността, който е използван във философията за да оправдае вярата в Бог.
Деснохегелианците развиват идеята за държавното планиране и изземването ѝ (на идеята) като утвърдител на установяването на политиката или православната религия. Историцизма на Хегел може да бъде разглеждан в утвърждаване на историческата неизбежност на модерните институции; една нация е Идеална, съществуваща в хегелианския идеализъм над и за хората, които са я създали. Деснохегелианците вярват, че развитите европейски общества, съществуващи в първата половина на 19 век, са били на върха на социалното си развитие, произтичащо от историческата диалектика, която е съществувала тогава. Най-много бива ценена Пруската държава, която е имала добри университети, развиваща се индустриализация, висока степен на заетост, като връх на прогрес и въплъщение на духа на времето.
Много от десните хегелианци отиват да градят кариери в академичните среди или в Лутеранската църква за да се отличават в обществения слой. Като школа, те биват тясно свързани с университета в Берлин и заемат преподавателски позиции по философия и теология там. Всъщност обаче, деснохегелианските философи са били пренебрегвани; тяхното реноме и тяхната репутация биват засенчени от Младохегелианците, включително Бруно Бауер и Карл Маркс. Десните хегелианци оставят своя отпечатък главно върху теологията. Техните усилия не са имали очаквания ефект на укрепване на чувство за неизбежността на вярата като продукт на историята; напротив, те били първите, изразяващи по-висока критика, демонстрирайки влиянието на различните ери от развитието на Християнството.

## Деснохегелиански философи и мислители
- Йохан Карл Фридрих Розенкрац
- Карл Дауб
- Хайнрих Лео
- Хайнрих Густав Ото
- Вилхелм Ватке
- Едуард Ганс
- Едуард Целер